# Lucas Fernandes da Silva
Lucas Fernandes da Silva (São Bernardo do Campo, 20 de septiembre de 1997) es un futbolista brasileño. Juega de centrocampista y su equipo es el AVS Futebol SAD de la Primeira Liga, a préstamo desde el Portimonense S. C.

## Trayectoria
Formado en las inferiores del São Paulo, Fernandes fue promovido al primer equipo en 2016 y debutó en la Serie A el 15 de mayo ante Botafogo.
Tras jugar a préstamo en el Portimonense SC en la temporada 2018-19, Fernandes fichó permanentemente con el club portugués en agosto de 2019.
En abril de 2022, el centrocampista fue cedido al Botafogo.

## Selección nacional
Fue seleccionado sub-23 de Brasil y formó parte del plantel que ganó el Torneo Maurice Revello de 2019.

## Estadísticas
Actualizado al último partido disputado el 13 de abril de 2025.
| Club                        | Div.          | Temporada     | Liga  | Liga  | Estatal | Estatal | Copas nacionales | Copas nacionales | Copas internacionales | Copas internacionales | Total | Total |
| Club                        | Div.          | Temporada     | Part. | Goles | Part.   | Goles   | Part.            | Goles            | Part.                 | Goles                 | Part. | Goles |
| --------------------------- | ------------- | ------------- | ----- | ----- | ------- | ------- | ---------------- | ---------------- | --------------------- | --------------------- | ----- | ----- |
| São Paulo F. C. · Brasil    | 1.ª           | 2016          | 5     | 1     | 6       | 0       | —                | —                | 2                     | 0                     | 13    | 1     |
| São Paulo F. C. · Brasil    | 1.ª           | 2017          | 19    | 1     | 3       | 0       | 1                | 0                | —                     | —                     | 23    | 1     |
| São Paulo F. C. · Brasil    | 1.ª           | 2018          | 7     | 0     | 5       | 0       | 3                | 0                | 2                     | 0                     | 17    | 0     |
| São Paulo F. C. · Brasil    | Total club    | Total club    | 31    | 2     | 14      | 0       | 4                | 0                | 4                     | 0                     | 53    | 2     |
| Portimonense S. C. Portugal | 1.ª           | 2018-19       | 29    | 1     | —       | —       | 1                | 0                | —                     | —                     | 30    | 1     |
| Portimonense S. C. Portugal | 1.ª           | 2019-20       | 27    | 2     | —       | —       | 2                | 0                | —                     | —                     | 29    | 2     |
| Portimonense S. C. Portugal | 1.ª           | 2020-21       | 7     | 0     | —       | —       | —                | —                | —                     | —                     | 7     | 0     |
| Portimonense S. C. Portugal | 1.ª           | 2021-22       | 25    | 1     | —       | —       | 5                | 0                | —                     | —                     | 30    | 1     |
| Portimonense S. C. Portugal | Total club    | Total club    | 88    | 4     | 0       | 0       | 8                | 0                | 0                     | 0                     | 96    | 4     |
| Botafogo · Brasil           | 1.ª           | 2022          | 24    | 2     | —       | —       | 2                | 0                | —                     | —                     | 26    | 2     |
| Botafogo · Brasil           | 1.ª           | 2023          | 13    | 0     | 7       | 2       | 5                | 0                | 9                     | 0                     | 34    | 2     |
| Botafogo · Brasil           | Total club    | Total club    | 37    | 2     | 7       | 2       | 7                | 0                | 9                     | 0                     | 60    | 4     |
| Cuiabá-MT · Brasil          | 1.ª           | 2024          | 21    | 1     | 11      | 2       | 2                | 0                | 3                     | 0                     | 37    | 3     |
| Cuiabá-MT · Brasil          | Total club    | Total club    | 21    | 1     | 11      | 2       | 2                | 0                | 3                     | 0                     | 37    | 3     |
| AVS Futebol SAD Portugal    | 1.ª           | 2024-25       | 8     | 0     | —       | —       | —                | —                | —                     | —                     | 8     | 0     |
| AVS Futebol SAD Portugal    | Total club    | Total club    | 8     | 0     | 0       | 0       | 0                | 0                | 0                     | 0                     | 8     | 0     |
| Total carrera               | Total carrera | Total carrera | 185   | 9     | 32      | 4       | 21               | 0                | 16                    | 0                     | 254   | 13    |